# 障害物競走
障害物競走（しょうがいぶつきょうそう）はコース中に設けられたさまざまな障害を超えながらゴールに到達する速さを競う競技。

## 運動会種目
日本では運動会の花形種目として取り入れられることが多い。身体感覚（網くぐり、フラフープなど）やバランス能力（平均台やバランスディスクなど）が試される。
代表的な障害物として、網くぐり、輪抜け、平均台、跳び箱やハードル（跳躍）、旗（周回）などがある。

### 歴史
1878年（明治11年）に札幌農学校で開催された「力芸会」では、竹馬競走や蛙飛び競走とともに、障害物競走が実施されている。

### 具体例
- 跳ぶ
  - 跳び箱[6]
  - ハードル[6]
- くぐる
  - 梯子[6] - コース中の地面に梯子が横向きに立てた状態で置いてあり、競技者は梯子の狭い枠の中を進む。
  - ネット[6]（網くぐり[2]） - コース中の地面に網が広げて置いてあり、競技者はその網と地面の間を進む。
  - 南京袋[6]
- かつぐ
  - かごかき（かごかき競争）[6]
- 転がす
  - 玉転がし[6]
  - 樽[6]
  - タイヤ[6]
- 変装する
  - 仮装衣装[6]
- 渡る
  - 平均台[6]
- 食べる
  - パン食い競走（パン喰い競争）[6] - コース中に吊り下げたパンを口でとるもの[7]。先述の1878年（明治11年）に札幌農学校で開催された「力芸会」の種目には「食菓競走」という種目があり、「パン食い競走」のルーツと考えられている[5]。
- まわす
  - フラフープ[6]
- こぐ
  - 三輪車[6]
- その他
  - 麻袋 - 麻袋の中に入ってジャンプをしながら進む。「みのむし競走」と呼ばれることもあり、運動会では独立した種目として採用されることもあり、大型の麻袋に二人で入り二人三脚のように実施することもある[8]。
  - 飴食い - コース中に飴食い競走の用意がされており、競技者は手を使わずに顔だけで片栗粉・小麦粉・はったい粉などの大量の粉の中に隠された飴を拾って先に進む[9]。「飴探し」「飴玉探し」とも呼ばれる[10]。しかし、飴や粉を喉に詰まらせる危険性、食品アレルギー児童への配慮、粉で汚れた顔を洗うのに手間がかかるなどの理由から減少傾向にある[9]。
  - キャタピラ - 段ボールや柔らかいマットで作った「キャタピラ」の中に入り、四つん這いになりながら前進するもの[11]。
  - スプーンレース - スプーンでピンポン球を運ぶもの。「ピンポン玉競争」ともいい、おたまに替えることで難易度を下げることもある[12]。
  - 風船割り - しぼんだ状態もしくは事前にふくらまされたゴム風船を割る（風船割り）。イスの上で割る場合[7]と2人でペアを組んで腹で挟みこんで割る場合がある[13]。運動会では風船を割った数や速さを競う独立した種目として採用されることもある[13]。
  - ぐるぐるバット - 野球用のバットを額に当てて決められた回数を回ったあとにゴールを目指して走るもの[14]。競技者は目が回っているので容易には進むことができない。運動会では独立した種目として採用されることもあるが、障害物競走に取り入れられることも多い[14]。